# Notre maison hantée
Pour plus de détails, voir Fiche technique et Distribution.
Notre maison hantée (Das schaurige Haus, littéralement « La maison effrayante ») est un film autrichien réalisé par Daniel Prochaska, sorti en 2020. Il s'agit de l'adaptation du roman allemand Das schaurige Haus de Martina Wildner (2012),,.

## Synopsis
Alors qu'ils sont habitués en ville, Sabine et ses deux enfants, Hendrik (16 ans) et Eddi (8 ans), déménagent dans une maison du village Eisenkappel-Vellach. Cette maison semble hantée. C’est qu’avec ses nouveaux amis Fitz et Ida, les enfants vont élucider le mystère qui les entoure…

## Fiche technique
Sauf indication contraire, les informations mentionnées dans cette section peuvent être confirmées par la base de données cinématographiques IMDb,  présente dans la section « Liens externes ».
- Titre original : Das schaurige Haus
- Titre français : Notre maison hantée
- Réalisation : Daniel Prochaska
- Scénario : Marcel Kawentel et Timo Lombeck, d'après le roman allemand Das schaurige Haus de Martina Wildner (2011)[3]
- Musique : Karwan Marouf
- Décors : Conrad Reinhardt
- Costumes : Elisabeth Fritsche
- Photographie : Matthias Pötsch
- Montage : Alarich Lenz
- Production : Thomas Hroch et Gerald Podgornig

Production déléguée : Gudula von Eysmondt
- Sociétés de production : Mona Film Produktion ; Naked Eye Filmproduktion (coproduction) et Österreichischer Rundfunk (association)
- Société de distribution : Filmladen (Autriche) ; Netflix (monde)
- Pays d'origine :  Autriche
- Langue originale : allemand
- Format : couleur
- Genre : horreur
- Durée : 100 minutes
- Dates de sortie :
  - Autriche : 26 septembre 2020 (festival du film Slash) ; 30 octobre 2020 (sortie nationale)
  - Monde : 14 mai 2021 (Netflix)

## Distribution
- León Orlandianyi : Hendrik
- Benno Roßkopf (VF : Estelle Darazi) : Eddi
- Julia Koschitz (VF : Stéphanie Hédin) : Sabine
- Marii Weichsler : Ida
- Lars Bitterlich : Fritz
- Michael Pink (VF : Guillaume Orsat) : Gerold Röck
- Inge Maux : Mme Seelos
- Markus Stubeier : Armin Felsberger
- Luca Streussnig : Chris
- Elfriede Schüsseleder (VF : Cathy Cerda) : la vieille
- Finn Reiter : Roland
- Michael Somma : Ralph
- Florian Troebinger : Martin Polzmann
- Lisa Stern : Amalia Polzmann
- Christina Cervenka : la gouvernante

## Production
Le tournage a lieu à Vienne et principalement en Carinthie, dont Gallizien, Grafenstein, Sittersdorf, Eisenkappel-Vellach (Bad Eisenkappel, Trögern, Ebriach) et Möchling, en Autriche, du 15 juillet au 30 août 2019,,

## Accueil
La première projection du film pour enfants et ados a lieu, le 12 septembre 2020, à la cascade de Wildenstein (de) en Gallizien, ville natale du producteur Gerald Podgornig,,,. Le 26 septembre, le film est présenté au festival du film Slash à Vienne,. Le 30 octobre 2020, il sort dans les salles autrichiennes.